# 1932 год в изобразительном искусстве СССР
1932 год был отмечен рядом событий, оставивших заметный след в истории советского изобразительного искусства.

## События
- 23 апреля ЦК ВКП(б) принимает постановление «О перестройке литературно-художественных организаций»[1], которым, в частности, предусматривался роспуск существовавших литературных и художественных групп и образование единых творческих союзов.

- В Ленинграде в ГРМ открылась выставка «Советское изобразительное искусство реконструктивного периода». Экспонировались работы Исаака Бродского, Николая Дормидонтова, Алексея Пахомова, Аркадия Рылова, Александра Самохвалова, Рудольфа Френца и других художников[2].

- 25 июня образован Московский Областной Союз советских художников[3]. В состав первого правления вошли Пётр Вильямс, Сергей Герасимов, Александр Дейнека, Павел Кузнецов, Аристарх Лентулов, Илья Машков, Д. Моор, Павел Радимов, Георгий Ряжский, Давид Штеренберг, Константин Юон и другие известные мастера изобразительного искусства.

- 2 августа образован Ленинградский областной Союз советских художников (ЛОССХ, ныне Санкт-Петербургский Союз художников). На пост первого Председателя ЛОССХ избран художник К. С. Петров-Водкин[4]. Заместителем Председателя был избран Н. Э. Радлов. Первоначально для ЛОССХ было предоставлено помещение на Петроградской стороне на ул. Б. Пушкарская, дом 48. Но уже в 1933 году Союзу была передана часть помещений на наб. р. Мойки, дом 83, где Союз располагается по настоящее время[5].

- Александр Самохвалов (1894—1971) пишет картину Девушка в футболке (1932, ГРМ). В 1937 году на Международной выставке в Париже картина будет отмечена золотой медалью.
- 11 октября ВЦИК и СНК принимают постановление «О создании Академии художеств».
- В соответствии с постановлением ВЦИК и СНК «О создании Академии художеств» институт пролетарского изобразительного искусства был преобразован в Институт живописи, скульптуры и архитектуры (с 1944 года — имени И. Е. Репина). Ректором института назначен скульптор А. Т. Матвеев, проректором по научной и учебной работе А. И. Савинов.
- В Самаре на площади Чапаева к пятнадцатилетию Октябрьской революции открыт памятник В. И. Чапаеву. Авторы монумента скульптор Матвей Манизер и архитектор Иосиф Лангбард. Памятник представляет собой многофигурную композицию с В. Чапаевым с шашкой в руке в центре, изображённому на вздыбленном коне. Вокруг него находятся семь фигур — комиссар, матрос-балтиец, старый солдат, работница, партизан, башкир и красноармеец. Все фигуры портретно воспроизведены с людей, которые сражались в дивизии Чапаева. Для фигуры Чапаева Манизеру позировал сын героя гражданской войны А. В. Чапаев. Памятник изготовлялся в Ленинграде. Перед отправкой в Самару его увидел Киров и попросил автора изготовить копию для Ленинграда. Копия памятника была изготовлена в 1933 году, однако смерть Кирова, а затем война помешали выбору места для памятника. Только 4 ноября 1968 года памятник Чапаеву был установлен в Ленинграде на площади перед Военной академией связи им. С. М. Будённого.
- 13 ноября в Ленинграде в ГРМ открылась юбилейная выставка «Художники РСФСР за 15 лет. 1917—1932», показанная годом позже в Москве в залах Исторического музея[6]. Экспонировались работы Исаака Бродского, Петра Бучкина, Николая Дормидонтова, Бориса Иогансона, Сергея Герасимова, Виктора Орешникова, Александра Осмёркина, Кузьмы Петрова-Водкина, Константина Рудакова, Рудольфа Френца и других художников.

- И. И. Бродскому присвоено почётное звание Заслуженного деятеля искусств РСФСР.

## Деятели искусства

### Родились

Анатолий Брусиловский

- 5 января — Виктор Шаранович, живописец.
- 19 февраля — Вячеслав Овчинников, живописец (ум. в 1993).
- 28 апреля — Игорь Суворов, живописец.
- 1 мая — Леонид Кривицкий, живописец, заслуженный художник Российской Федерации.
- 13 мая — Завен Аршакуни, живописец.
- 14 мая — Юрий Хухров, живописец (ум. в 2003).
- 4 июня — Анатолий Брусиловский, художник.
- 9 июня — Валентина Рахина, живописец.
- 9 июня — Владимир Максимихин, живописец.
- 16 июля — Олег Комов Олег Константинович, скульптор, народный художник СССР, действительный член АХ СССР, лауреат Государственной премии СССР (ум. в 1994).
- 11 августа — Кирилл Гущин, живописец.
- 23 августа — Валентина Монахова, живописец, график, педагог.
- 25 октября — Николай Репин, живописец, народный художник Российской Федерации.
- 31 октября — Юрий Шаблыкин, живописец.
- 18 декабря — Дмитрий Шувалов, живописец и педагог, заслуженный художник Российской Федерации.